# Pierre Rodier (graveur)
Pour les articles homonymes, voir Pierre Rodier (homonymie).
Pierre Rodier est né le 12 juin 1939 à Paris 12e. Il est fils unique, d'un père graveur à la Monnaie de Paris et d'une mère ouvrière dans une cristallerie. Il est un graveur en médailles français.

## Biographie
En 1953, il a 14 ans. Il entre à l’école Boulle, après avoir passé le concours d’entrée. Il intègre l’atelier de gravure acier chez « Gégène » surnom respectueusement donné à Monsieur Eugène Cannée, le professeur d’atelier de gravure acier du deuxième étage de l’école, rue Pierre Bourdan Paris XII.
Il sort en 1958 de l'école Boulle, puis travaille chez Drago (insignes militaires) entre 1958 et 1959.
De 1959 à 1961, il effectue son service militaire. Période difficile, qui laisse des traces et qui donnera du sens à sa médaille de vœux pour promouvoir la Paix.
De retour en France, entre novembre 1961 et juin 1962, il n’est pas repris chez Drago… Il travaille alors chez Duboc et il s’entraîne pour le concours de graveur de la Monnaie de Paris (son père Henri Rodier est déjà graveur à la Monnaie de Paris de 1931 à 1968).

L'abeille, différent de Rodier sur les pièces de monnaie

Le 1er octobre 1962, il rentre comme graveur, à la Monnaie, à la suite de sa réussite au concours de graveur (un concours sur 16 heures pendant deux samedi). Ce concours consiste à réaliser un poinçon de lettre ; à faire de la frappe de lettres sur acier ; à reproduire le dessin d’une médaille ; le champ lever monétaire ; la taille directe ; la restauration de poinçon historique ; de la gravure taille douce en lettre etc…
En 1975, il devient maître graveur grâce à la reconnaissance de son travail, à son ancienneté, c’est une avancée administrative, il est le second d’Émile Rousseau – Grand prix de Rome, le graveur général des monnaies en place.
Le 14 décembre 1991, Pierre Rodier est médaille d’honneur du Salon des artistes français.
Du 3 février 1994 au 30 mars 2000, il a été graveur général des monnaies. Il se choisit pour différent une abeille. Au sein de ce service situé dans l'usine de Pessac, il dirige le travail de vingt-cinq artisans, mêlant artisanat séculaire et technologie de pointe.

## Réalisations
Sous sa direction, la France effectue le passage du franc à l'euro.
Ses influences principales sont Dupré, Tiolier, Barre ou Rottiers.